# Bergheim (Baviera)
Bergheim è un comune tedesco di 1 869 abitanti, situato nel land della Baviera.